# تابا پوتسوا
تابا پوتسوا (به لاتین: Thaba Putsoa) یک کوه در لسوتو است که در Maseru District, Lesotho واقع شده‌است. تابا پوتسوا ۳٬۰۹۶ متر بالاتر از سطح دریا واقع شده‌است.